# Zoran Milanović
Zoran Milanović (ur. 30 października 1966 w Zagrzebiu) – chorwacki polityk i prawnik, parlamentarzysta, w latach 2007–2016 przewodniczący Socjaldemokratycznej Partii Chorwacji (SDP), premier Chorwacji w latach 2011–2016, od 2020 prezydent Chorwacji.

## Życiorys
Ukończył studia prawnicze na Uniwersytecie w Zagrzebiu. W 1993 rozpoczął pracę w Ministerstwie Spraw Zagranicznych. W 1994 jako pierwszy Chorwat wziął udział w misji zagranicznej z ramienia OBWE w Górskim Karabachu, enklawie w Azerbejdżanie okupowanej przez wojska Armenii. Przebywał tam do 1996.
Po powrocie został doradcą chorwackiej misji przy UE i NATO w Brukseli. W czasie trzech lat rezydowania w Belgii ukończył studia podyplomowe na Université Libre de Bruxelles. W 1999, po powrocie do Chorwacji, wstąpił do Socjaldemokratycznej Partii Chorwacji. W latach 2000–2003 był państwowym koordynatorem ds. NATO jako urzędnik rządowy w okresie premiera Ivicy Račana. Zajmował się sprawami akcesji i udziału w programie Partnerstwo dla Pokoju.
W 2004 wszedł w skład komitetu centralnego i do 2006 był rzecznikiem prasowym SDP. Po śmierci Ivicy Račana, na konwencji partii 2 czerwca 2007, został wybrany na nowego przewodniczącego Socjaldemokratycznej Partii Chorwacji. W drugiej turze pokonał swoją główną konkurentkę, pełniącą obowiązki przewodniczącej partii, Željkę Antunović. W wyborach parlamentarnych w tym samym roku Zoran Milanović uzyskał po raz pierwszy mandat posła do Zgromadzenia Chorwackiego (VI kadencji). Kierowana przez niego SDP uzyskała wówczas najwięcej mandatów od czasu swojego powstania, jednak pozostała ugrupowaniem opozycyjnym. W wyborach w 2011 ponownie został wybrany do krajowego parlamentu z ramienia zwycięskiej Koalicji Kukuriku.
Po zwycięskich wyborach został desygnowany na urząd premiera, 23 grudnia 2011 formalnie rozpoczął urzędowanie po zatwierdzeniu przez parlament.
Jego gabinet funkcjonował przez całą kadencję. W wyborach w 2015 Zoran Milanović uzyskał poselską reelekcję. Nie zdołał jednak stworzyć nowej koalicji rządowej, 22 stycznia 2016 na stanowisku premiera zastąpił go Tihomir Orešković. W wyborach w 2016 ponownie został wybrany do parlamentu, kierowana przez niego koalicja przegrała z centroprawicową HDZ. Po przegranych wyborach zapowiedział rezygnację ze stanowiska lidera SDP i przeprowadzenie na listopad 2016 bezpośrednich wyborów nowego przewodniczącego SDP w dwóch turach, gdyby w pierwszej żaden kandydat nie uzyskałby więcej niż połowę głosów. Partią formalnie kierował do 26 listopada 2016, kiedy to w drugiej turze bezpośrednich wyborów nowym liderem socjaldemokratów został Davor Bernardić. W marcu 2017 złożył mandat poselski, podejmując działalność w biznesie. W tym samym roku założył firmę konsultingową świadczącą usługi związane z procesem akcesji do Unii Europejskiej, doradzał m.in. premierowi Albanii Ediemu Ramie.
W 2019 wystartował w wyborach prezydenckich jako kandydat socjaldemokratów, otrzymując też poparcie innych ugrupowań centrowych i centrolewicowych. W pierwszej turze głosowania z 23 grudnia 2019 zajął pierwsze miejsce, otrzymując 29,6% głosów. Przeszedł do drugiej tury z ubiegającą się o reelekcję Kolindą Grabar-Kitarović, która dostała 26,7% głosów. W drugiej turze wyborów, która miała miejsce 5 stycznia 2020, pokonał swoją kontrkandydatkę, zdobywając 52,7% głosów. Został tym samym wybrany na piątego prezydenta niepodległej Chorwacji. Urząd prezydenta objął 18 lutego 2020.
W trakcie rozpoczętej w 2022 inwazji Rosji na Ukrainę wygłaszał poglądy określane jako prorosyjskie. W 2022 wyraził przekonanie, że Krym nigdy już nie będzie częścią Ukrainy. Sprzeciwiał się również dozbrajaniu ukraińskiej armii przez państwa NATO. W połowie marca 2024 ogłosił się kandydatem skupionej wokół socjaldemokratów koalicji na urząd premiera w wyborach parlamentarnych rozpisanych na kwiecień tegoż roku. Kilka dni później Sąd Konstytucyjny orzekł, że Zoran Milanović nie może kandydować do parlamentu ani czynnie uczestniczyć w partyjnej kampanii, chyba że zrezygnuje z urzędu prezydenta. W reakcji na to orzeczenie prezydent publicznie porównał członków tego sądu do „gangsterów” i „bandytów”.
Wystartował również w kolejnych wyborach prezydenckich, otrzymując wsparcie ze strony SDP oraz ugrupowań centrowych i emeryckich. W pierwszej turze głosowania z 29 grudnia 2024 otrzymał 49,1% głosów, zajmując pierwsze miejsce wśród 8 kandydatów. Przeszedł do drugiej tury, w której jego kontrkandydatem został wspierany przez HDZ Dragan Primorac (poparty przez 19,4% głosujących). W drugiej turze z 12 stycznia 2025 dostał 74,7% głosów, uzyskując tym samym reelekcję na drugą kadencję.

## Życie prywatne
Zoran Milanović jest żonaty z Sanją Musić Milanović, ma dwoje dzieci.

## Odznaczenia
- Łańcuch Orderu Zasługi (Chile, 2022)[21]